# Григайтис, Эвальдас
Эвальдас Григайтис (лит. Evaldas Grigaitis; род. 28 сентября 1987, Калвария) — литовский футболист, нападающий и крайний полузащитник.

## Биография
В 2006 году подписал контракт с вильнюсской «Ветрой», за которую сыграл 59 матчей в высшей лиге Литвы и дебютировал в еврокубках. В 2010 году подписал 2-летний контракт с мариямпольской «Судувой», за которую сыграл 46 матчей и забил 7 голов. Сыграл 3 матча квалификации Лиги Европы УЕФА сезонов 2010/11 и 2011/12.
В 2012 году стал игроком гаргждайской «Банги», за которую сыграл 61 матч и забил 8 голов, а также 2 матча квалификации Лиги Европы.
Всего в высшей лиге Литвы сыграл 166 матчей и забил 24 гола.
Впоследствии играл за различные клубы I лиги, включая «МРУ-ТюМенас», «Шилас» и «Таурас».
В начале 2020-х годов работал детским тренером в Мариямполе. В 2022 году получил тренерскую лицензию «В».

## Карьера в сборной
Сыграл не менее 7 матчей за сборную Литвы по футболу до 21 года.